# مارک فورد (بازیکن فوتبال)
مارک فورد (انگلیسی: Mark Ford؛ زادهٔ ۱۰ اکتبر ۱۹۷۵) بازیکن فوتبال اهل بریتانیا است.
از باشگاه‌هایی که در آن بازی کرده‌است می‌توان به باشگاه فوتبال لیدز یونایتد، باشگاه فوتبال دارلینگتون، باشگاه فوتبال تورکی یونایتد، باشگاه فوتبال برنلی، و باشگاه فوتبال هروگیت تاون اشاره کرد.
وی همچنین در تیم‌های ملی فوتبال زیر ۱۸ سال انگلستان و زیر ۲۱ سال انگلستان بازی کرده‌است.